# Municipio de Park (condado de Ottawa)
El municipio de Park (en inglés: Park Township) es un municipio ubicado en el condado de Ottawa en el estado estadounidense de Míchigan. En el año 2010 tenía una población de 17802 habitantes y una densidad poblacional de 322,33 personas por km².

## Geografía
El municipio de Park se encuentra ubicado en las coordenadas 42°49′9″N 86°10′24″O / 42.81917, -86.17333. Según la Oficina del Censo de los Estados Unidos, el municipio tiene una superficie total de 55.23 km², de la cual 49.72 km² corresponden a tierra firme y (9.97%) 5.5 km² es agua.

## Demografía
Según el censo de 2010, había 17802 personas residiendo en el municipio de Park. La densidad de población era de 322,33 hab./km². De los 17802 habitantes, el municipio de Park estaba compuesto por el 92.24% blancos, el 0.9% eran afroamericanos, el 0.18% eran amerindios, el 2.16% eran asiáticos, el 0.03% eran isleños del Pacífico, el 2.69% eran de otras razas y el 1.8% pertenecían a dos o más razas. Del total de la población el 8.03% eran hispanos o latinos de cualquier raza.